# Out of eden walk
Out of eden è un progetto ideato dalla National Geographic Magazine, che consiste nel ripercorrere il viaggio dei primi uomini nella loro migrazione dall'Africa fino alle Americhe. A testimoniare questo percorso è un giornalista dell'NG, che percorrerà tutto questo percorso personalmente e a piedi.
Il progetto prevede di intraprendere un viaggio a piedi di 21.000 miglia ripercorrendo quelli che potrebbero essere state le vie che permisero all'umanità di diffondersi nei vari continenti partendo dall'Africa nell'età della pietra; il giornalista Paul Salopek ha iniziato il viaggio nel 2013, e secondo il piano iniziale avrebbe dovuto terminarlo nel 2020 realizzando un reportage con fotografie, video e audio. Il viaggio è partito dall'Etiopia, dalla Great Rift Valley, con l'intenzione di attraversa l'Asia, passare per lo stretto di Bering e finire nella Terra del Fuoco in Cile.

## Capitoli del viaggio
1. Out of Africa (Fuori dall'Africa): Etiopia, Gibuti, Mar rosso. Gennaio 2013-Maggio 2013
Tappe principali
- Herto Bouri, Etiopia
- Rift Valley, Etiopia
- Regione degli Afar, Etiopia
- Tagiura, Gibuti
- Mar rosso, Medio Oriente

2. Holy Lands (Terre Sante): Arabia Saudita, Giordania, Cisgiordania, Israele. Maggio 2013-Giugno 2014
Tappe principali
- Gedda, Arabia Saudita
- Sentiero dei Pellegrini dal Cairo a Mecca, Arabia Saudita
- Al Ula, Arabia Saudita
- Ghor al Safi, Giordania
- Gerico, Cisgiordania
- Gerusalemme, Israele

3. Autumn Wars (Guerre d'Autunno): Cipro, Turchia, Georgia, Azerbaigian. Giugno 2014-Marzo 2016
Tappe principali
- Famagosta, Cipro
- Şanlıurfa, Turchia
- Tblisi, Georgia
- Dmanisi, Georgia
- Qəbələ, Azerbaigian
- Baku, Azerbaigian
- Oguz, Azerbaigian

4. Silk Road (Via della Seta): Mar Caspio, Kazakistan, Uzbekistan, Kirghizistan, Tagikistan, Afghanistan, Pakistan. Aprile 2016-Febbraio 2018
Tappe principali
- Aqtau, Kazakistan
- Regione di Mangghystau, Kazakistan
- Beleuli, Uzbekistan
- Khiva, Uzbekistan
- Margilan, Uzbekistan
- Biškek, Kirghizistan
- Čolponata, Kirghizistan
- Alichur, Tagikistan
- Pigish, Afghanistan
- Chirporsun, Pakistan

5. Riverlands (Terra dei Fiumi): Pakistan, India, Birmania. Febbraio 2018-Ottobre 2021
Tappe principali
- Islamabad, Pakistan
- Lahore, Pakistan
- Punjab (Bhagsar, Faridkot), India
- Delhi, India
- Kalibangan, India
- Harasar, India
- Mandalay, Birmania

6. Middle Kingdom (Regno di Mezzo): Cina. Ottobre 2021-in corso.
Tappe principali
- Yusan, Yunnan, Cina
- Muli,  Sichuan, Cina